# Brzyzna
Brzyzna – część miasta Ropczyce, do 1997 samodzielna wieś. Leży na południowy wschód od centrum miasta, w okolicy ul. Ogrodniczej.
Dzieli się obecnie na Brzyznę Dolną (SIMC 0974848) i Brzyznę Górną (SIMC 0659822). Brzyzna Dolna ma bardziej centralne położenie niż Brzyzna Górna, położona na obrzeżach miasta, blisko Gnojnicy.

## Historia
Dawniej wieś i gmina jednostkowa w powiecie ropczyckim, za II RP w woј. krakowskim. W 1934 w nowo utworzonej zbiorowej gminie Ropczyce, gdzie utworzyły gromadę. Od 1 kwietnia 1937 w powiecie dębickim
Podczas II wojny światowej w gminie Ropczyce w Landkreis Dębica w dystrykcie krakowskim (Generalne Gubernatorstwo). Liczyła wtedy 347 mieszkańców.
Po wojnie znów w gminie Ropczyce w powiecie dębickim, w nowo utworzonym województwie rzeszowskim.
Jesienią 1954 zniesiono gminy tworząc gromady. Brzyznę wtedy podzielono. Brzyzna Dolna weszła w skład nowo utworzonej gromady Witkowice a Brzyzna Górna – nowo utworzonej gminy Gnojnica, od 1 stycznia 1956 w reaktywowanym powiecie ropczyckim. Po zniesieniu gromady Witkowice 1 stycznia 1969 Brzyznę Dolną włączono do nowo utworzonej gromady Ropczyce, gdzie przetrwała do końca 1972 roku, czyli do kolejnej reformy gminnej. Brzyzna Górna pozostała przy Gnojnicy
1 stycznia 1973 ponownie w gminie Ropczyce, od 1 czerwca 1975 w małym woj. rzeszowskim.
1 stycznia 1998 Brzyznę, jako część Gnojnicy, włączono do Ropczyc.